# Федорчук, Сергей Владимирович
Сергей Владимирович Федорчук (17 сентября 1976) — украинский футболист, выступавший на позиции полузащитника, и игрок в мини-футбол. Сыграл 5 матчей в высшем дивизионе Молдавии, также играл за профессиональные футбольные клубы Украины и России и выступал в высшей лиге Украины по мини-футболу.

## Биография
Начал взрослую карьеру в 1995 году в составе молдавского клуба «Чухур» из Окницы, выступавшего в первом дивизионе Молдавии. В 1996—1997 годах играл в высшем дивизионе Молдавии за кишинёвский «Агро», выходил на поле в пяти матчах. В дальнейшем выступал во второй лиге Украины за «Миргород», а также на любительском уровне за «Днестр» (Новоднестровск). В 1999 году вместе с вместе Виталием Рыжковым и Михаилом Сомиком, с которыми ранее играл в Молдавии и в «Днестре», перешёл в российский «КАМАЗ-Чаллы» и сыграл 5 матчей во втором дивизионе России.
В сезоне 2000/01 выступал в чемпионате Украины по мини-футболу за запорожскую «Днепроспецсталь», команда стала бронзовым призёром чемпионата. В 2001 году перешёл во вновь созданный клуб «Энергия» (Львов), с которым поднялся из первой лиги в высшую.
После окончания профессиональной карьеры работает государственным инспектором почтового отдела Львовской таможни. Выступал за сборную таможни по мини-футболу, а по состоянию на 2016 год работает её тренером. Становился призёром чемпионата Украины среди таможенников и участвовал в международных турнирах.